# Carcelia oculata
Carcelia oculata là một loài ruồi trong họ Tachinidae.